# 公爵大廈

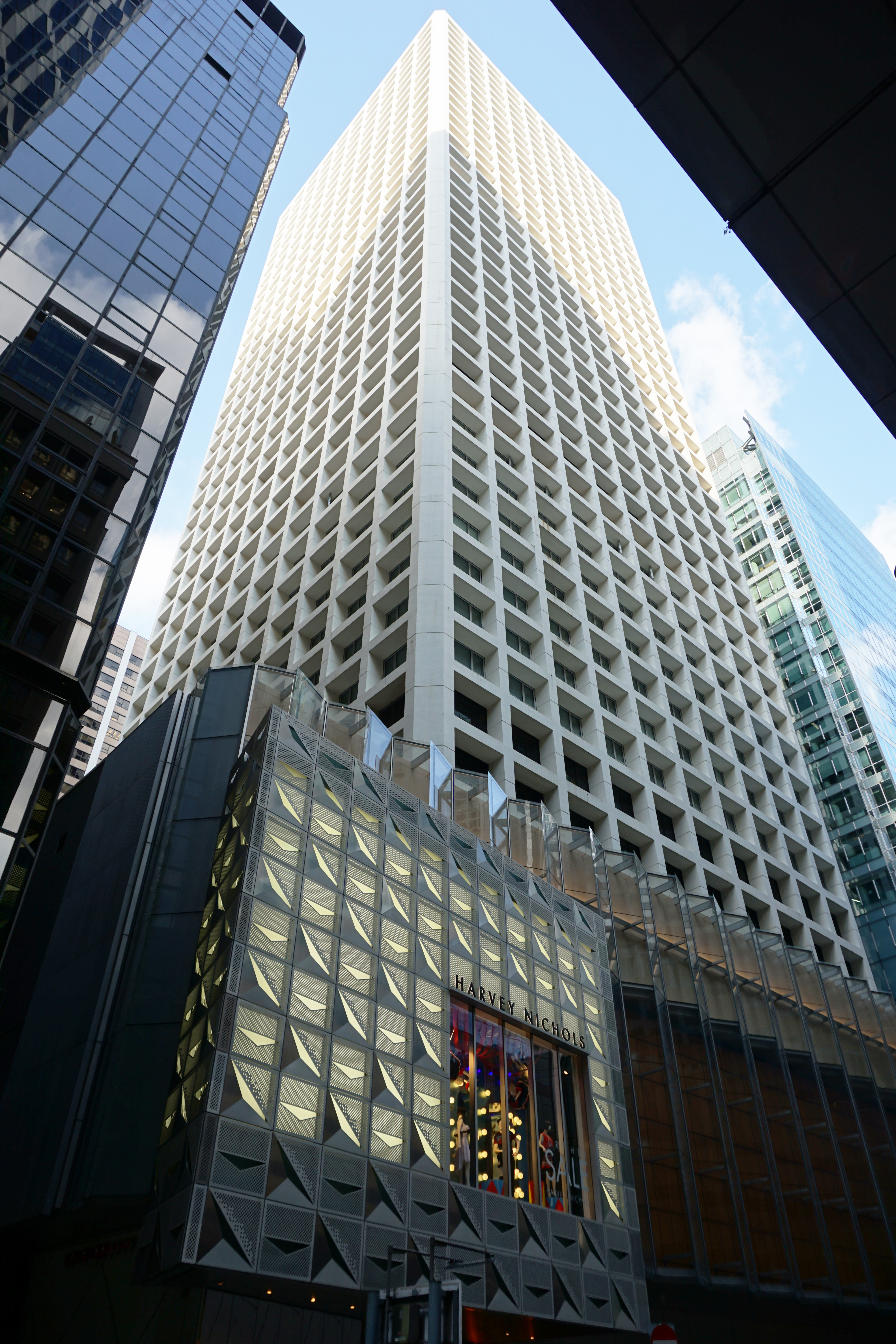
公爵大廈

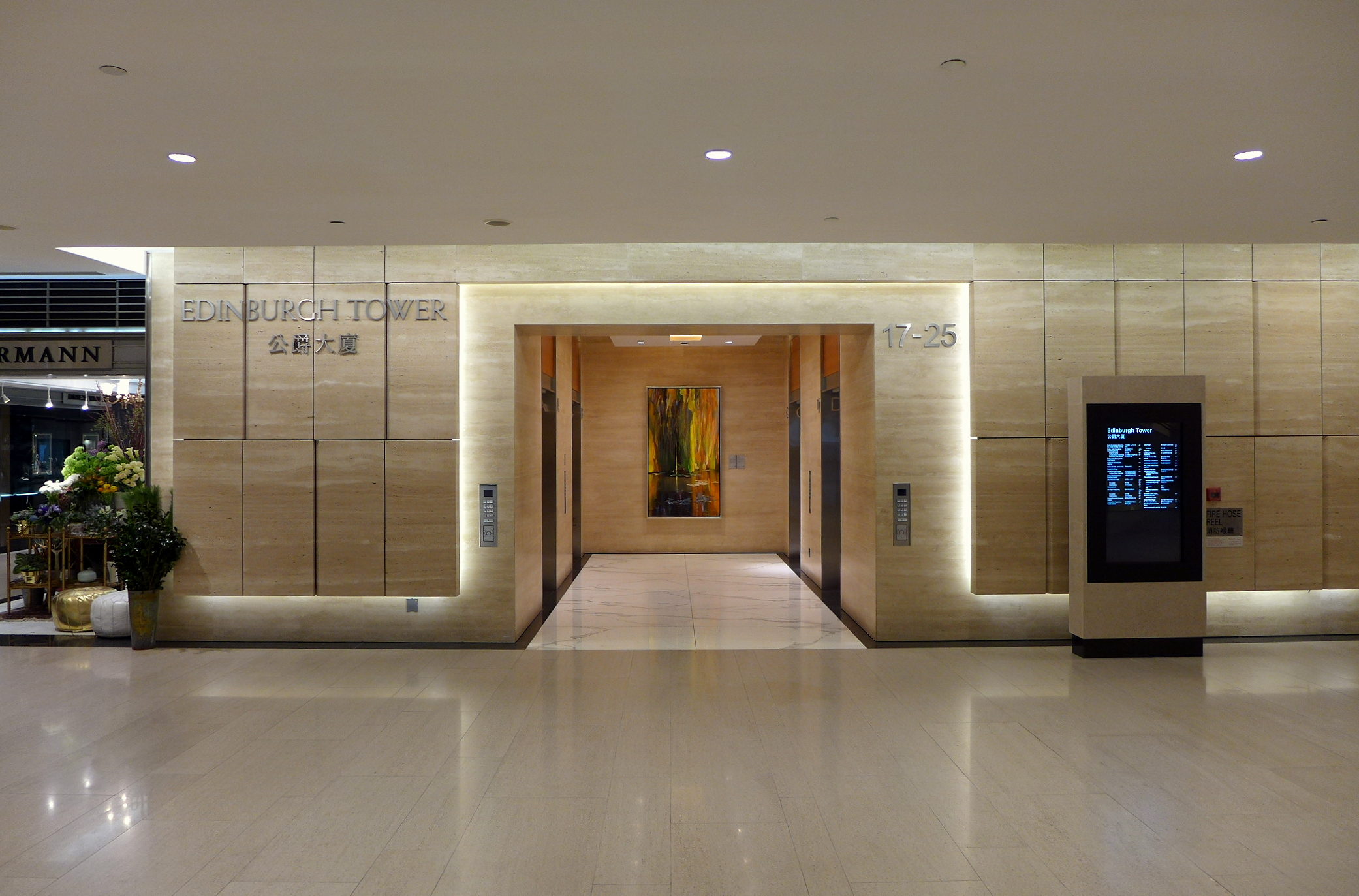
翻新後的公爵大廈大堂

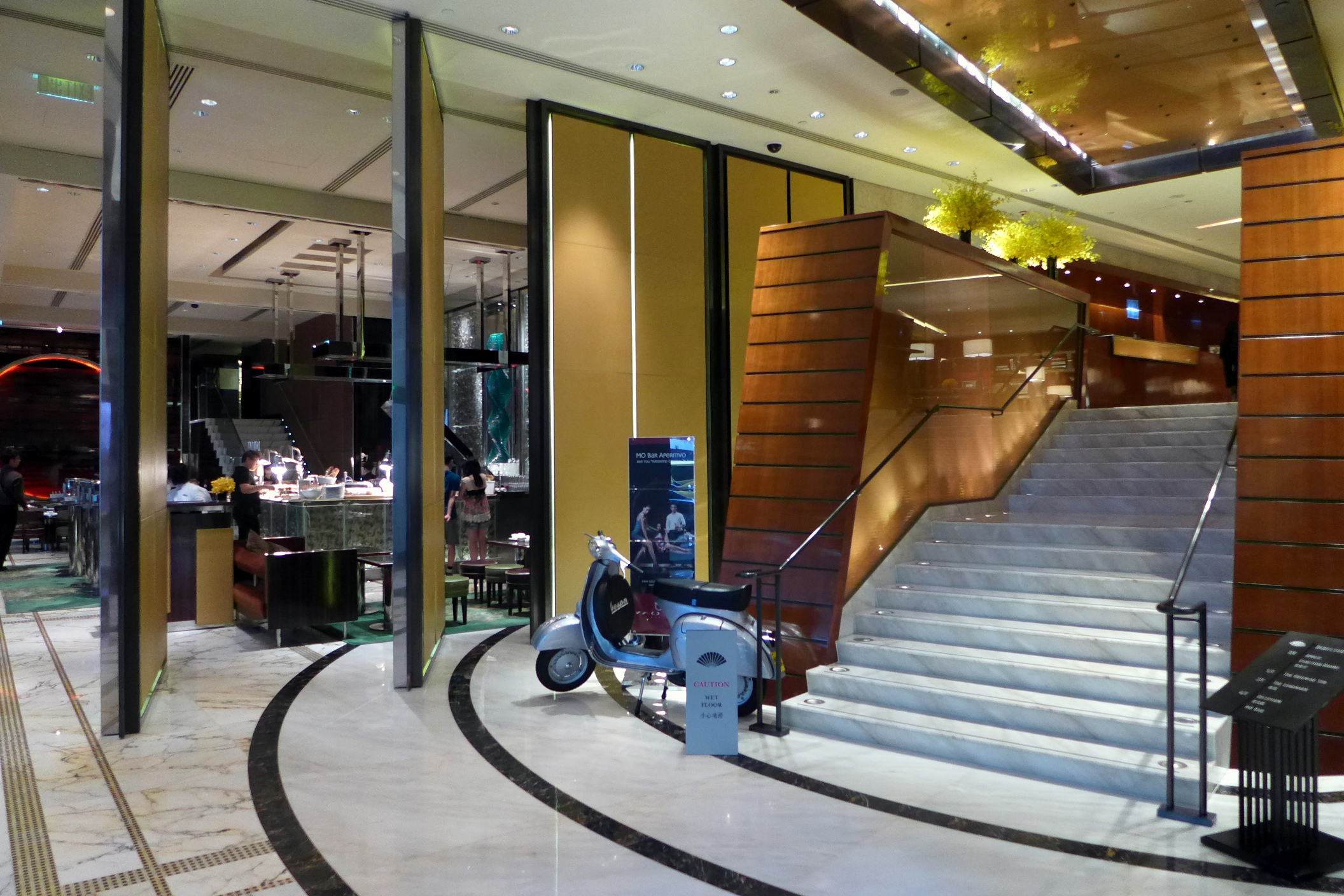
置地文華東方酒店

公爵大廈（英語：Edinburgh Tower）是香港的一座商業大廈，位於香港島中環皇后大道中15號，樓高44層，於1983年落成，為置地廣塲的一部份。

## 歷史
公爵大廈的原址皇后大道中13-15號是建於1920年代的公主行（Marina House）。於1983年改建時與皇后大道中11-13號的公爵行（Edinburgh Building）合併發展，公爵行重建為五層高的置地廣場東翼，而公主行重建為公爵大廈。

## 租戶
公爵大廈的租戶包括交通銀行、羅兵咸永道會計師事務所、Barings、第一亞洲金融集團有限公司、眾達國際法律事務所、漢坤律師事務所、鞍鋼股份、匯源果汁、突破文法（香港）有限公司等。

## 樓層分佈
- 17樓：Jump Trading Hong Kong Limited (1701室)、EQT Partners（1702室）
- 17-18樓：Centricity Flex共享靈活工作間
- 18樓：Kerogen Capital (Asia) Limited（1809-1811室）
- 19樓：摩根路易斯律師事務所（Morgan, Lewis & Bokius）
- 20樓：程偉賓律師事務所（Tiang & Partners）（2010室）
- 21-27樓：羅兵咸永道會計師事務所（PwC）
- 30樓：Berkeley（Hong Kong） Limited
- 30-31樓：眾達國際法律事務所 (Jones Day)
- 32樓：競天公誠律師事務所有限法律責任合夥（Jingtian & Gongcheng LLP）（3203-3207室）、王竟誠教育基金會、王寬誠教育基金會、中實建業有限公司（Chung Shek Enterprises Company Limited）、今翊資本（3208室）
- 33-34樓：美富律師事務所（Morrison & Foerster）
- 34樓：農林中央金庫香港駐在員事務所
- 35樓：Dehres Limited（3501室）、德恒律師事務所（香港）有限法律責任合夥（DeHeng Law Offices（Hong Kong）LLP）（3507室）、禾其投資（Trviest Advisors Limited）（3508-3509室）
- 36樓：Capula Investment Management Asia Limited （3602-3604室）
- 37樓：Seyfarth Shaw LLP（3701 & 3708-3710室）、SS Corporate Services Limited（3701室）、Prelude Capital（3702-3704室）、Indus Capital Advisors（HK）Limited（3705-3707室）
- 38樓：高贏（香港）有限法律責任合夥律師事務所（Goodwin Procter（Hong Kong） LLP）
- 39樓：漢坤律師事務所（3901-3905室）、瑞盛保險顧問（亞洲）有限公司
- 39-40樓：瑞士嘉盛銀行 （Bank J. Safra Sarasin AG）
- 42樓：世達國際律師事務所（Skadden, Arps, Slate, Meagher & Flom LLP）
- 44樓：高蓋茨律師事務所（K&L Gates）

## 酒店
公爵大廈的最低14層設有一家五星級酒店——置地文華東方酒店，於2005年9月正式開業。 （页面存档备份，存于）

## 附近建築
公爵大廈通過置地廣場連接太子大廈、告羅士打大廈、約克大廈、遮打大廈及怡和大廈，另有行人天橋連接皇后大道中9號、會德豐大廈及環球大廈等甲級商業大廈，大廈亦鄰近皇后大道中8號、新顯利大廈、新世界大廈、中建大廈及上海商業銀行大廈等。
- 告羅士打大廈
- 約克大廈
- 太子大廈
- 遮打大廈
- 怡和大廈
- 皇后大道中9號
- 會德豐大廈
- 環球大廈
- 皇后大道中8號
- 新顯利大廈
- 新世界大廈
- 中建大廈
- 上海商業銀行大廈

## 交通
| 交通路線列表                            |
| --------------------------------------- |
| 港鐵 - █ 港島綫、 █ 荃灣綫：中環站 電車 |

## 外部連結
- 公爵大廈